# Peugeot Boxer

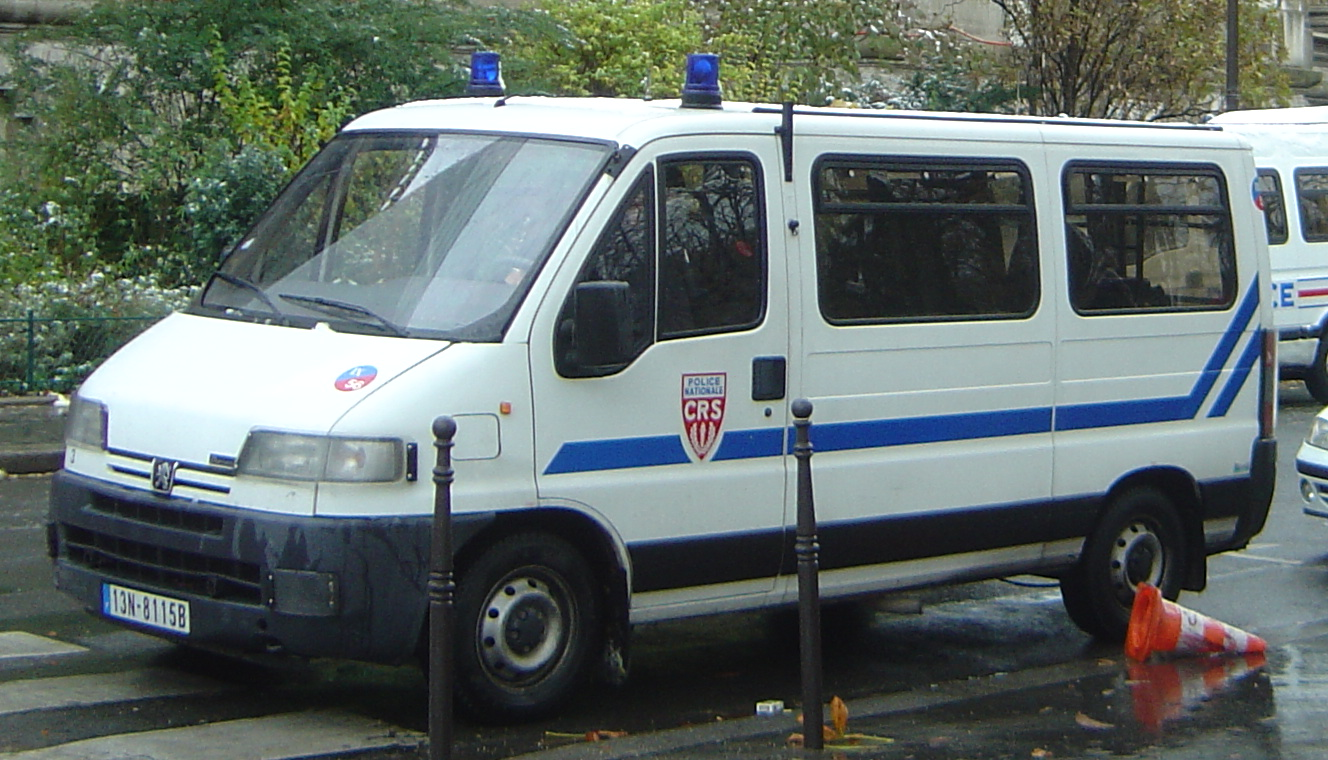
En tidig Peugeot Boxer i den franska polisens tjänst.

Peugeot Boxer är ett nyttofordon som lanserades 1994. Den ersatte då J5-modellen och utvecklades i samarbete med Citroën och Fiat, vars modeller Jumper och Ducato i princip är identiska med Boxer. Modellen återfinns som täckt skåpbil, som inredd persontransport och som pickup med flak och den är den största modellen i Peugeots transportbilsprogram. I sitt längsta utförande mäter skåpvolymen 22 kubikmeter. I början av 2000-talet genomgick Boxer en lättare ansiktslyftning och ersattes 2006 av en modell med samma namn.
Peugeot Boxer skall inte blandas ihop med Peugeot Boxline, som utgör ett skåpsystem för Peugeots mindre transportbilar.